# Seznam postav herní série Super Mario
Následující seznam obsahuje výčet postav, které se objevily ve videoherní sérii Super Mario. Série je vyvíjena a vydávána společností Nintendo od roku 1983.

## Hlavní postavy
- Daisy – princezna, přítelkyně Luigiho, má dlouhé hnědé vlasy a žluté šaty se zeleným kamenem na hrudníku. Zvláštností je, že ve hře Super Mario Land ji zachraňoval Mario, ačkoliv je přítelkyní Luigiho
- Dorrie – modrobílá ploutvonožka (někdy přirovnávána k dinosaurům) s černým kloboukem a potápěčskými brýlemi, která pomáhá Mariovi překonat velké vodní plochy
- Mario – ústřední postava celé herní série. Je to zavalitý instalatér nižší postavy, oblečený v červeném oblečení a bílých rukavicích, typický svými modrými montérkami, červenou kšiltovku s písmenem M a výrazným knírem.
- Luigi – bratr a dvojče Maria, často ostatními přehlížený zvláště pro jeho plachost. Je vyšší než Mario a je oděn v zeleném oblečení, má knírek a zelenou kšiltovku s písmenem L.
- Nabbit – fialový králík, zloděj, vždy s sebou nosí plný béžový pytel s houbou na něm nakreslenou a roušku, na níž jsou nakreslena ústa plná zubů
- Princezna Peach – dříve Toadstool, princezna s blonďatými vlasy, růžovými šaty, v nichž je na hrudníku umístěn modrý kámen (pravděpodobně diamant). Neustále ji unáší drak jménem Bowser a Mario ji zachraňuje.
- Plessie – oranžovomodrá dinosaurka poprvé objevující se ve hře Super Mario 3D World, podobně jako Yoshi je přátelská a pomáhá Mariovi překonat velké vodní plochy
- Poochy – malý hnědý pes, domácí mazlíček Yoshiho
- Rosalina – princezna s blonďatými vlasy a tyrkysovými šaty, sídlí v kosmické observatoři a je adoptivní matkou hvězdám podobným stvořením Lumas
- Toad – tvor s houbovitou hlavou, zároveň označení pro všechny tvory jeho druhu, služebník princezny Peach
- Toadette – dívčí verze Toada, je celá růžová a má houbovité copy
- Wario – zlá verze Maria, je malý, zavalitý, ale extrémně silný, má žluté oblečení a fialové montérky, knír, bílé rukavice s modrým písmenem W a žlutou čepici také s modrým písmenem W.
- Waluigi – zlá verze Luigiho. Je vytáhlý s úzkým tělem, nosí fialové oblečení a černé montérky. Jeho typickými znaky jsou úzký knírek a růžový nos ve tvaru zobáku. Jeho značkou je žluté písmeno Γ (obrácené L), které má jak na bílých rukavicích, tak i na kšiltovce
- Yoshi – zelený (nebo i jinak zbarvený) dinosaurus, který je pomocníkem Maria

## Nepřátelé

### Bossové
Bossové jsou úhlavní nepřátelé v sérii Super Mario. Nejčastějším a hlavním z nich je masivní želva jménem Bowser.
- Boom Boom – robustní svalnatá želva s oranžovým až žlutým tělem, typický dvěma vystouplými zuby a ostnatým krunýřem, na rozdíl od většiny želvích bossů nenosí černé ostnaté náramky a nemá žádné vlasy
- Bowser – obrovská želva a král želví rasy Koopa. Má žluté tělo, zelený krunýř s ostny, oranžové vlasy, rohy a pět ostnatých náramků na rukou a na krku. Je známý tím, že notoricky unáší princeznu Peach, takže ji posléze Mario musí zachraňovat. Peach však pravděpodobně unáší kvůli tomu, že ji miluje, což dokazuje i to, že jeho syn, Bowser Jr., se narodil právě princezně Peach. Jeho způsoby útoků jsou různé. Často po Mariovi chrlí oheň nebo hází kladiva, ale např. ve hře Super Mario Bros. 3 po něm skákal a ve hře Super Mario World létal s přístrojem zvaným Clown Car (viz níže) a z něho vyhazoval na Maria mechakoopy (robotické Koopy Troopy, viz níže).
- Bowser Jr. – syn Bowsera a princezny Peach. Velmi se podobá svému otci, akorát je menší a nemá na náramcích ostny. Charakteristický je pro něj všudypřítomný bílý bryndák, na kterém je nakreslena pusa plná stisknutých zubů.
- Kamek – úhlavní nepřítel ve hře Super Mario World 2: Yoshi's Island, hlavní magikoopa (viz níže), která způsobila únos tehdy malého Maria
- Koopalingové (Koopalings) – skupina sedmi nepřátelských dětských želv ve hrách Super Mario Bros. 3 a Super Mario World. Patří k nim sedm želv, pravděpodobně sourozenců, z toho šest samců a jedna samice. Všichni byli pojmenováni po známých zpěvácích.
  - Iggy Koopa – bláznivý Koopaling se zelenými vlasy, trpící demencí a hyperaktivitou, pojmenován po Iggy Popovi
  - Larry Koopa – nejmladší z Koopalingů, je typický svými světle modrými vlasy, pojmenován po Larry Mullenovi mladším
  - Lemmy Koopa – malý, dětinský Koopaling s duhovými vlasy, jehož největší zálibou je kutálení se na žlutém balónu s oranžovými hvězdami; trpí šilhavostí, byl pojmenován po zpěvákovi Lemmy Kilminsterovi
  - Ludwig von Koopa – je typický modrými vlasy, zeleným obličejem a modrým krunýřem, je nejstarší a nejinteligentnější ze všech Koopalingů, byl pojmenován po Ludwigovi van Beethovenovi
  - Morton Koopa – zavalitý Koopaling, jediný s hnědým tělem, největší z Koopalingů, pojmenován po zpěvákovi Mortonu Downeyovi
  - Roy Koopa – zavalitý Koopaling s růžovou hlavou, fialovým krunýřem a růžovými slunečními brýlemi, útočí tak, že se zahrabe do země a následně vyskočí ze stropu, byl pojmenován po Roy Orbisonovi
  - Wendy O. Koopa – jediná samice z Koopalingů, zbarvená růžově s růžovou mašlí, jako jediná z Koopalingů nenosí černé ostnaté náramky, hází po Mariovi velké červené prsteny, byla pojmenována po Wendy O. Williams
- Meowser – verze Bowsera připomínající křížence kočky a želvy, na rozdíl od obvyklého Bowsera má modrý krunýř, oranžovo-bílou srst s tmavými pruhy, tlapy místo želvích končetin, uši místo rohů, červené obočí a červeno-bílé vlasy místo oranžových, stále však nosí pro něj typické ostnaté náramky
- Pom Pom – červená želva s červeným tělem, partnerka Boom Booma, nosí žlutý culík s dvěma zelenými sponkami. Na Maria útočí tak, že po něm hází bumerangy nebo šurikeny
- Reznor – čtyři triceratopsové chrlící na Maria oheň, vždy stojí na platformách připevněných k otáčejícímu se dřevěnému kolu

#### Bossové ve hrách Super Mario Bros. 2 a Super Mario Land
V těchto hrách jsou bossové zcela jiní než ve většině ostatních her, např. úplně chybí Bowser. Naopak je zde mnoho bossů charakteristických pouze právě pro tyto dvě hry.
Super Mario Bros. 2
- Birdo – růžová samice dinosaura, charakteristická především svou červenou mašlí a velmi zvláštním tvarem pusy (připomíná vystrčený kruhový otvor ve tvaru trumpety bez rtů, který tudíž ani nemůže zavřít). Pravděpodobně jde o samici od Yoshiho a někdy je i považována za jeho partnerku. Útočí na Maria tak, že na něj plive vejce, ta však letí rovně a nepadají na zem.
- Clawgrip – červený krab, házející po Mariovi balvany
- Fryguy – létající plamen s modrými brýlemi a pusou, střílející po Mariovi ohnivé koule, po obdržení určitého poškození se rozdělí na čtyři malé skákající plamínky
- Mask Gate – brána ve tvaru černé orlí hlavy, za obvyklých okolností je jí možné snadno projít, ale v určitém momentě náhle po Mariovi zaútočí a začne na něj nalétávat
- Mouser – masivní šedá myš se slunečními brýlemi a fialovými botami a rukavicemi, útočí na Maria tak, že po něm hází bomby
- Robirdo – robotická verze Birdo
- Tryclyde – trojhlavý červeno-bílý had, který po Mariovi chrlí oheň
- Wart – úhlavní nepřítel ve hře Super Mario Bros. 2, masivní zavalitá ropucha, nosící červený přívěsek a fialový plášť, chrlí na Maria bubliny, nesnáší jakoukoliv zeleninu

Super Mario Land
- Biokinton – nepřítel neznámého druhu schovávající se ve mraku, ze kterého vylétávají ptáci zvaní Chicken (viz níže)
- Dragonzamasu – masivní mořský koník, který žije ve vodě a chrlí po Mariovi oheň, největší Yuarin Boo (viz níže)
- Hiyoihoi – kamenná tvář připomínající tvář indiána, házející po Mariovi balvany, největší Tokotoko (viz níže)
- King Totomesu – první nepřítel ve hře Super Mario Land, oživlá sfinga chrlící po Mariovi oheň, největší Gao (viz níže)
- Tatanga – úhlavní nepřítel ve hře Super Mario Land, fialový mimozemšťan s černým oblekem, řídící vesmírnou loď, unesl princeznu Daisy

### Ostatní nepřátelé
Zde je seznam nejběžnějších nepřátel z her Super Mario. Nepřátelé patřící do želví rasy Koopa jsou označeni zeleně.
- Albatoss – nepřítel připomínající ptáka ve hře Super Mario Bros. 2, hází po Mariovi bomby Bob-omb (viz níže)
- Amazing Flyin' Hammer Bro – želva s modrým krunýřem, házející kladiva, létá na malé okřídlené plošince
- Angry Sun – Slunce, které se po chvíli začne hýbat, nejprve krouží a poté přelétne z jedné strany obrazovky na druhou, přičemž se snaží dotknout se Maria a ublížit mu, nelze jej obvyklým způsobem zabít
- Ant Trooper – nepřítel připomínající mravence, poté, co na něj Mario skočí, se od něj odrazí, lze zabít pouze pomocí hvězdy nebo kočičího převleku
- Ball ‘N’ Chain – kovová koule s ostny pověšená na řetěz z několika kruhů
- Banzai Bill – velký náboj s očima a pusou, vyskytuje se na rozdíl od bullet bill samostatně bez kanónu, lze zabít tak, že na něj Mario skočí
- Batadon – skákající okřídlená kamenná hlava
- Beezo – létající Shy Guy snažící se napíchnout Maria na vidle
- Biddybud – různobarevný (červený, modrý, zelený nebo žlutý) brouk vzhledově připomínající berušku
- Big Bass – velká červená ryba se stále otevřenou pusou, snaží se sníst Maria, je schopná vyplivovat menší ryby
- Bill Blaster – kanón na střílení Bullet Billů, je černý nebo červený a je označen lebkou
- Blargg – tvor žijící v lávě, připomíná draka, často vyskakuje z lávy a snaží se dotknout Maria a tím mu uškodit, nelze ho obvyklým způsobem zabít
- Blasta Mechakoopa – červená varianta Mechakoopy (viz níže), která střílí červené Bullet Billy
- Blockstepper – červená krychle s nohama, hnědou čepicí, bílýma očima a žlutým kruhem jako ústa
- Blooper – bílá chobotnice, která žije ve vodě, lze ji zabít střílením ohně nebo pomocí hvězdy, existuje varianta Blooper Nanny, když dospělý Blooper za sebou vede několik mláďat Blooperů.
- Blurker – nehybná růžová krychle s červenýma očima
- Blurp – malá hnědozelená ryba, její zvláštností je jedno oko s dvěma čočkami
- Bob-omb – chodící bomba, vybouchne chvíli poté, co na ni Mario skočí nebo je zapálena
- Bombshell Koopa – želva s černým krunýřem, který chvíli poté, co na něj Mario skočí, vybouchne
- Bony Beetle – kostnatá želva (nikoliv brouk) s kostěným krunýřem, když se k němu Mario přiblíží, schová se do krunýře a vystrčí z něho ostny
- Boo – malý duch ve tvaru koule, objevující se především v duších domech (Ghost House). Když se na něj Mario dívá, zakrývá si obličej a nehýbe se, když je Mario k němu otočen zády, Boo otevře pusu se zuby a s vyplazeným jazykem a rychle se k Mariovi přibližuje. Existují různé typy, jako jsou Boo Buddies (Boové uspořádaní do neúplného kruhu), Fishin' Boo (jako Lakitu sedí v mraku a má udici, na které je připevněn smrtící modrý plamen) nebo The Big "Boo" (masivní Boo, který se ve hře Super Mario World objevil i jako boss)
- Boomerang Bro – želva s helmou a zeleným nebo modrým krunýřem, házící bumerangy
- Bowser Statue – socha Bowsera, která po Mariovi střílí oslabující paprsky
- Brolder – kulatý kámen s rukama a očima, který se na Maria valí
- Broozer – chodící duch s boxovacími rukavicemi
- Bullet Biff – varianta Bullet Billu ve hře Super Mario Land
- Bullet Bill – "náboj" vyletující z kanónu "Bill Blaster", který má oči, ruce a letí vodorovně. Patří do nejslabších přátel, lze zabít tak, že na něj Mario skočí.
- Bully – kovová koule s rohy, která se snaží vrazit do Maria, nemůže ho však přímo zabít
- Bunbun – hmyz podobný vose, který po Mariovi střílí šípy
- Buster Beetle – želva (nikoliv brouk) s černým krunýřem, zakrývající si oči, útočí na Maria tak, že po něm hází cihlové bloky
- Buzzy Beetle – želva (nikoliv brouk) s tvrdým tyrkysově zbarveným krunýřem a červenýma očima
- Cannon – malý kanón vystřelující dělové koule (Cannonball), není příliš účinný, lze eliminovat tak, že si na něj Mario stoupne
- Chain Chomp – kovová koule s očima a ostrými zuby, upevněná na řetěz, může se buďto volně pohybovat, nebo je připevněna ke kůlu.
- Chargin' Chuck – želva (koopa) oblečená jako hráč v americkém fotbalu, útočí tak, že běží proti Mariovi a snaží se do něj vrazit. Některé další typy tohoto nepřítele např. kopají v zemi a vykopávají balvany, které následně házejí na Maria, nebo jenom skáčou na místě a tleskají.
- Charvaargh – dlouhý tvor, vypadající jako drak nebo had, je okřídlený, žije v lávě, často z ní vyskakuje
- Cheep Cheep – malá okřídlená ryba ve tvaru koule, mohou být červené nebo zelené, některé pouze plavou ve vodě, jiné vyskakují nad hladinu
- Chicken – pták ve hře Super Mario Land, létá ve vzduchu, jsou pravděpodobně produkovány mrakem Biokintonem (viz výše)
- Clown Car – létající přístroj, který může Mario používat, umí různě měnit obličej, pro poražení Maria ho ve hře Super Mario World používal Bowser, nemá mnoho vlastní inteligence a sám po Mariovi neútočí, ale ve hře Super Mario Maker byl klasifikován jako nepřítel – zařazení do nepřátel je však sporné
- Cobrat – červený had vyskakující z váz
- Coin Coffer – zelený tvor s modrýma nohama, žlutou pusou a černýma očima, vyrábějící mince
- Conkdor – pták s růžovým ostnatým krunýřem, modrým tělem, bílým krkem a hlavou a růžovými slunečními brýlemi, který na Maria útočí tak, že švihne svou hlavou o zem
- Crazee Dayzee – žlutá květina, která chodí, poskakuje si a přitom si zpívá
- Dino Rhino – tyrkysový nosorožec s růžovými lemy na zádech
- Dino Torch – menší verze Dino Rhino, která však dokáže střílet oheň
- Draglet – malý modrý beznohý drak ve tvaru koule, který umí létat a střílet ohnivé koule
- Dry Bones – chodící želví kostra, vyskytuje se především na hradech, nelze zabít skokem na hlavu (kostra se na chvíli zhroutí, ale pak opět povstane)
- Eerie – malý duch, vypadající jako dinosaurus, pouze letí doleva směrem k Mariovi, nikdy neletí doprava
- Fire Bro – želva s helmou a červeným krunýřem, házící ohnivé koule
- Fire Snake – několik plamenů uspořádaných za sebou, které umějí skákat
- Fish Bones – rybí kostra, stejně jako Dry Bones se vyskytuje především na hradech, když útočí na Maria, červeně jí svítí oči, když narazí do zdi, rozpadne se
- Fizzlit – fialová krychle s černýma očima a pusou, po zničení se z ní stane žlutá elektricky nabitá louže
- Flurry – malý bílý nebo růžový tvor s očima, nohama a tělem ve tvaru hrušky
- Fly – hmyz připomínající mouchu, neustále skáče
- Fuzzy – chlupatá černá koule s očima, pusou a čtyřmi zuby, která se může pohybovat pouze po plošinových tratích
- Galoomba – hnědý tvor ve tvaru koule s dvěma nohama, po skočení na něj se obrátí vzhůru nohama, Mario ho může vzít a zabít s ním jiného nepřítele
- Gao – malá sfinga střílící ohnivé koule po Mariovi
- Genkotsu – ruka zatnutá v pěsti, která vylézá z rour a snaží se zasáhnout Maria
- Goomba – tvor připomínající houbu, nejjednodušší na poražení, pouze chodí, padá ze srázů do propastí, lze zabít všemi možnými způsoby, varianta s křídly nebo s padákem se nazývá Paragoomba
- Goombo – typ Goomby, který se objevuje ve hře Super Mario Land, je malý, černý a vlastnostmi se příliš neliší
- Grinder – ozubené kolo obíhající kolem okrajů plošin a po zemi
- Gunion – chobotnice, která po Mariovi nijak neútočí, ale když je zabita, vyletí z ní ohnivé koule
- Hammer Bro – zelená nebo červená želva s helmou a botami, útočí na hráče tak, že po něm hází kladiva
- Honen – kostnatá ryba, která vyskakuje nad hladinu
- Hoopster – červený brouk, který leze po liánách
- Hot Foot – plameny vyskakující ze svíček
- Hop Chop – zelený nepřítel připomínající pružinu, avšak místo ní jsou uvnitř ostré zuby
- Jelectro – černé blikající medúzy
- Kathunk – ostnatý modrý čtverec, který padá na zem a snaží se tak rozdrtit Maria
- Koopa Troopa – po Goombě jeden z nejčastějších nepřátel, želva se žlutým tělem a různobarevným krunýřem (nejčastěji červeným a zeleným, ale i žlutým a modrým), varianta s křídly se nazývá Parakoopa, varianta bez krunýře se nazývá Beach Koopa
- Lakitu – želva se zeleným krunýřem a brýlemi, létá uvnitř mraku a hází po Mariovi malé ostnaté želvy (Spiny), je těžké ji zabít, protože létá vysoko, existuje i varianta, že Lakitu drží rybářskou udici, na které je houba vylepšující Mariovy vlastnosti, ale když si ji Mario vezme, Lakitu jej začne pronásledovat
- Lava Lotus – rostlina s průhlednými květy rostoucí pod vodou, vystřeluje lávové koule
- Magikoopa – želva s modrým kouzelnickým hábitem, kouzelnickým kloboukem a brýlemi (barva krunýře není známa), střílí po objektech v okolí hráče kouzla (vypadající jako zelený kosočtverec, modrý kruh a červený trojúhelník), která je mění na nepřátele
- Maw-Ray – zubatý tvor připomínající obrovského červeného úhoře
- Mega Mole – masivní Monty Mole s brýlemi, nelze zabít obvyklým způsobem
- Mechakoopa – falešné Koopy Troopy, fungují na klíček, Mario je může zastavit tím, že na ně skočí, po nějaké době od skočení vybouchnou, Bowser se pomocí nich snaží ve hře Super Mario World zabít Maria, existují tři druhy
- Mekabon – robot, který po Mariovi hází svoji hlavu
- Monty Mole – malý hnědý bezuchý hlodavec, vyskakuje ze země a po zemi chodí vysokou rychlostí a pronásleduje Maria, pravděpodobně má připomínat krtka
- Muncher – za obvyklých okolností nezničitelná kousající černá rostlina, nelze ji zabít ani pomocí hvězdy, jediný způsob, jak ji zničit, je použití "POW" bloku
- Nipper Plant – malá bílá nebo růžová rostlina s očima, vyskočí vždy, když vyskočí Mario a snaží se mu ublížit, některé se mohou volně pohybovat
- Ninji – černý tvor s viditelnýma očima, který neustále skáče
- Nyololin – had, který střílí po Mariovi plameny
- Ostro – růžový pštros, na kterém jezdí Shy Guy
- Panser – malá červená nebo růžová rostlina střílející ohnivé koule
- Peepa – létající duch s neustále otevřenou pusou s dvěma zuby
- Pidget – černý pták létající na létajícím koberci
- Piranha Creeper – masožravá rostlina růžové nebo modré barvy, její stonek je pokrytý ostny, na rozdíl od Piranha Plant dokáže vylézt z roury na dlouhou vzdálenost, objevila se ve hře Super Mario 3D World a následně ve hře Super Mario Maker 2
- Piranha Plant – masožravá rostlina, žijící uvnitř rour, většinou má zelené nebo červené listy a stonek, červený nebo zelený květ s bílými skvrnami plný ostrých zubů a jazyk. Vylézají z rour, když je Mario daleko, když je těsně u roury, zůstávají uvnitř. Některé z nich dokáží střílet ohnivé koule, ty se pak nazývají Fire Piranha Plant nebo Venus Fire Trap
- Phanto – maska, která je zpočátku nehybná nebo se nevyskytuje na obrazovce, na Maria zaútočí až poté, když se pokusí vzít klíč, který maska hlídá
- Pionpi – zombie oblečené v kněžských šatech, skáče a snaží se dotknout Maria
- Podoboo – též Lava Bubble, lávová koule s očima, konstantně vyskakuje z lávy, vyskytuje se ve hradech
- Pokey – tvor tvořený několika žlutými nebo zelenými koulemi kaktusu na sobě, horní kaktus má oči a usmívající se pusu, lze jej zabít pomocí Yoshiho, který jeho jednotlivé části sní. Ve hře Super Mario Maker 2 se objevil tzv. Snow Pokey (sněžný Pokey), který místo kaktusu byl složen ze sněhových koulí, neusmíval se a měl pravděpodobně připomínat sněhuláka
- Porcupuffer – velká nafouknutá ryba modrofialové barvy, poté, co ji zasáhne několik ohnivých koulí, vybouchne
- Porcupo – modrý nebo fialový ježek
- Ptooie – rostlina Piranha Plant, která se může volně pohybovat
- Rip Van Fish – malá modrobílá ryba, po většinu času spí na dně, ale když se k ní Mario přiblíží, vzbudí se a začne ho pronásledovat
- Rex – fialový dinosaurus s oranžovým břichem, je okřídlený, ale neumí létat, poté, co na něj Mario skočí, se smrští, musí proto na něj skočit dvakrát
- Reznor – nosorožec, který umí střílet ohnivé koule, několikrát se objevil jako boss ve hře Super Mario World
- Rocky Wrench – malý Monty Mole s brýlemi, který má na hlavě poklop, občasně vylézá ze země a hází po Mariovi oboustranné maticové klíče
- Rotodisc – ohnivý kruh obíhající určitý bod po kružnici
- Scuttlebug – pavouk se žlutofialově pruhovaným tělem a čtyřma nohama, který se na Maria snáší pomocí visícího pavučinového vlákna
- Shy Guy – tvor neznámého druhu, nosí modré boty, červený nebo modrý plášť a bílou masku s třemi otvory jako oči a pusa, ale jeho oči nikdy nejsou vidět, objevil se ve hře Super Mario Bros. 2
- Skeeter – červený brouk, který umí chodit po vodě
- Skipsqueak – malý světle modrý hlodavec připomínající myš, skáče spolu s Mariem a vydává přitom pronikavé zvuky
- Sledge Brother – velký Hammer Bro
- Snailicorn – hlemýžď s nohama, zelenými botami, červenýma očima a rohem připomínajícím roh jednorožce
- Snifit – Shy Guy s černou maskou, který umí střílet po Mariovi náboje
- Spark – neustále blikající koule obíhající okraje plošin
- Sparky – ohnivá koule s očima obíhající kolem okrajů plošin, malý Sparky se nazývá Lil Sparky, velký Sparky se nazývá Hothead
- Spike – malá, zelená želva s modrými vlasy a malým černým krunýřem, útočí tak, že vyplivne velkou černou ostnatou kouli, vezme ji do rukou a hodí ji po Mariovi
- Spike Top – želva (nikoliv brouk) se žlutým tělem, červenýma očima a červeným nebo modrým krunýřem s ostnem na vrchu
- Spiny – želva (nikoliv brouk) se žlutým tělem a červeným krunýřem s ostny
- Stingby – hmyz připomínající včelu, má velké oči, malá křídla a zobák
- Stretch – bílý pruh, kolem kterého obíhá Boo (nebo několik Booů), který je na něm připevněný
- Sumo Brother – želva s oranžovým tělem, stojí na plošinách, poté, co dupne, se na zemi objeví plameny
- Super Koopa – želva bez krunýře, má červený nebo žlutý plášť, létá ve vzduchu
- Suu – pavouk, který se spouští po síti k Mariovi
- Swoop – malý zelený nebo modrý netopýr žijící v jeskyních, útočí tak, že na Maria nalétává
- Tamao – velká ohnivá koule, která se odráží od stěn, pouze ve hře Super Mario Land
- Thwimp – malá betonová krychle pokrytá ostny, mnohem menší než Thwomp, na rozdíl od Thwompa není u stropu, ale na zemi a neustále skáče
- Thwomp – masivní betonový kvádr s rozzuřenou tváří a ostny po hranách, na začátku jsou u stropu, útočí tak, že když se Mario přiblíží, tak se rychle vrhnou na zem
- Tokotoko – rychle běžící kamenná hlava
- Torion – ryba ze hry Super Mario Land, sdružuje se do skupin
- Torpedo Ted – černá krabice s pirátskou vlajkou, která střílí Bullet Billy, vyskytuje se pouze pod vodou
- Trouter – červenožlutá ryba vyskakující nad hladinu
- Tweeter – neustále poskakující pták s maskou
- Twister – bílý tvor ve tvaru koule způsobující tornádo
- Tyfoo – nepřítel ve tvaru mraku, útočícím na Maria tak, že svou fialovou pusou nasává vzduch a vytváří tak tornádo
- Urchin – fialový mořský ježek se žlutými ostny
- Volcano Lotus – rostlina střílející do vzduchu ohnivé koule
- Wiggler – osminohá housenka s fialovými botami, která mění vzhled podle nálady. Za obvyklých okolností je žlutá s oranžovými skvrnami, usmívá se a má bílou květinu na hlavě. Poté, co na ni Mario skočí, změní svůj vzhled a stane se z ní tzv. Angry Wiggler (naštvaný Wiggler) – květina jí spadne z hlavy, zbarví se celá na červeno a oči se jí z černých změní na bílé. Nelze ji obvyklým způsobem porazit.
- Whomp – velký chodící kamenný kvádr s červenýma očima a pusou plnou vylámaných zubů, nejprve se objevil ve hře Super Mario 64, na Maria útočí tak, že na něj tváří k zemi spadne, čímž odhalí své slabé místo – prasklinu na jeho zadní části, zalepenou záplatou
- Yurarin – černý mořský koník, který plave ve vodě
- Yurarin Boo – Yurarin, který vyskakuje z vody a střílí po Mariovi ohnivé koule
- Zappa Mechakoopa – modrá Mechakoopa (viz výše), která střílí modrý laser, který zničí všechny bloky, které zasáhne